# Eliano Reijnders
Eliano Johannes Reijnders (* 23. října 2000) je indonéský profesionální fotbalista, který hraje na pozici křídelníka za nizozemský klub PEC Zwolle. Narodil se ve Finsku, ale hraje za indonéský národní tým.

## Klubová kariéra
Reijnders je mládežnickým produktem klubu PEC Zwolle a svůj seniorský debut si odbyl v roce 2018. Dne 24. srpna 2022 se Reijnders připojil k Jong Utrechtu na sezónní hostování s opcí na odkup.

## Reprezentační kariéra
V září 2024 Reijnders potvrdil, že se rozhodl na mezinárodní úrovni reprezentovat Indonésii. Dne 1. října 2024 byl povolán do národního týmu na zápasy kvalifikace na Mistrovství světa ve fotbale 2026 proti Bahrajnu a Číně. Dne 10. října 2024 debutoval proti Bahrajnu při remíze 2:2.

## Osobní život
Reijnders je synem Martina Reijnderse a bratrem Tijjaniho Reijnderse, který je také profesionálním fotbalistou. Narodil se ve Finsku, zatímco jeho otec hrál za FC Haka. Reijnders je indonéského původu prostřednictvím své matky z Moluk.
Dne 30. září 2024 Reijnders oficiálně získal indonéské občanství.

## Statistiky

### Klubové
Platí k zápasu hranému 9. února 2025.
| Klub                     | Sezóna            | Liga              | Liga   | Liga | Národní pohár | Národní pohár | Kontinentální | Kontinentální | Ostatní | Ostatní | Celkově | Celkově |
| Klub                     | Sezóna            | Soutěž            | Zápasy | Góly | Zápasy        | Góly          | Zápasy        | Góly          | Zápasy  | Góly    | Zápasy  | Góly    |
| ------------------------ | ----------------- | ----------------- | ------ | ---- | ------------- | ------------- | ------------- | ------------- | ------- | ------- | ------- | ------- |
| PEC Zwolle               | 2020/21           | Eredivisie        | 29     | 3    | 1             | 0             | —             | —             | —       | —       | 30      | 3       |
| PEC Zwolle               | 2021/22           | Eredivisie        | 23     | 0    | 3             | 0             | —             | —             | —       | —       | 26      | 0       |
| PEC Zwolle               | 2023/24           | Eredivisie        | 32     | 3    | 1             | 0             | —             | —             | —       | —       | 34      | 3       |
| PEC Zwolle               | 2024/25           | Eredivisie        | 14     | 0    | 1             | 0             | —             | —             | —       | —       | 15      | 0       |
| PEC Zwolle               | Celkově           | Celkově           | 98     | 6    | 6             | 0             | 0             | 0             | 0       | 0       | 104     | 6       |
| Jong Utrecht (hostování) | 2022/23           | Eerste Divisie    | 35     | 0    | —             | —             | —             | —             | —       | —       | 35      | 0       |
| Celkově v kariéře        | Celkově v kariéře | Celkově v kariéře | 133    | 6    | 6             | 0             | 0             | 0             | 0       | 0       | 139     | 6       |

### Reprezentační
Platí k zápasu hranému 25. března 2025.
| Národní tým | Rok     | Zápasy | Góly |
| ----------- | ------- | ------ | ---- |
| Indonésie   | 2024    | 1      | 0    |
| Indonésie   | 2025    | 2      | 0    |
| Celkově     | Celkově | 3      | 0    |